# بنجامين فرانكلين وايت
بنجامين فرانكلين وايت (بالإنجليزية: Benjamin Franklin White)‏ هو كاتب ترانيم وملحن وسياسي أمريكي، ولد في 20 سبتمبر 1800، وتوفي في 5 ديسمبر 1879.